# 182 v. Chr.
Portal Geschichte | Portal Biografien | Aktuelle Ereignisse | Jahreskalender | Tagesartikel

◄ |
3. Jahrhundert v. Chr. |
2. Jahrhundert v. Chr. |
1. Jahrhundert v. Chr. |
►

◄ | 200er v. Chr. | 190er v. Chr. | 180er v. Chr. | 170er v. Chr. |
160er v. Chr. |
►

◄◄ | ◄ | 185 v. Chr. | 184 v. Chr. | 183 v. Chr. | 182 v. Chr. |
181 v. Chr. |
180 v. Chr. |
179 v. Chr. |
► |
►►
Staatsoberhäupter

## Ereignisse
- Im Griechisch-Baktrischen Königreich beginnt ein Aufstand unter Eukratides gegen König Demetrios I., der sich gerade auf einem Feldzug in Indien befindet.
- Durch den Tod seines Vaters Prusias I. wird Prusias II. König von Bithynien.
- Zwischen Eumenes II. von Pergamon und Pharnakes I. von Pontos bricht ein Krieg aus.

## Gestorben
- Prusias I., König von Bithynien
- ca. 182 v. Chr. oder ca. 175 v. Chr.: Demetrios I., griechisch-baktrischer König